# Vol TWA 903
Le vol TWA 903 était un vol régulier de l'aéroport international de Bombay, en Inde, à l'aéroport de New York-Idlewild, via l'aéroport du Caire-King Farouk et l'aéroport de Rome-Ciampino.

## Vol
Le Star of Maryland, un Lockheed L-749A Constellation, suivait sa route dans la nuit du 31 août 1950. Il a quitté l'aéroport du Caire à 23h35 pour Rome avec 55 personnes à bord (48 passagers et sept membres d'équipage). Le temps était clément.
Alors que le vol 903 montait à 10,000 pi (3,048 m), l'équipage a signalé que son moteur numéro trois était en feu et qu'il avait besoin de retourner de toute urgence au Caire. Alors que l'avion retournait au Caire, le moteur s'est désolidarisé de l'avion, forçant l'équipage à tenter un atterrissage forcé dans le désert à environ 65 mi (105 km) au Nord-Ouest du Caire. L'avion de ligne s'est écrasé près du village d' Itay El Barud au bord du désert occidental, tuant les 55 personnes à bord sur le coup.
Les chercheurs ont trouvé l'épave jonchée après 24 kilomètres de marche sur des sables chauds. L'épave de l'avion a été retrouvée presque complètement brûlée. Les corps des victimes étaient gravement carbonisés, retardant leur identification. Un correspondant de United Press International a rapporté que l'avion avait percuté une voie ferrée à voie étroite en heurtant le sol et avait labouré un tronçon considérable de voie.
Parmi les personnes tuées figuraient la star de cinéma égyptienne Camelia ; l'architecte polonais Maciej Nowicki, qui avait travaillé sur la conception de la nouvelle ville de Chandigarh ; et le mathématicien indien SS Pillai, qui était en route pour participer au Congrès international des mathématiciens à l'université Harvard.

## Enquête
Après une enquête approfondie, la cause probable de l'accident a été citée comme étant une défaillance de la structure principale arrière portant le moteur numéro trois. La panne a provoqué une surchauffe et une défaillance du maneton arrière, sur quoi toutes les bielles arrière ont frappé, déchirant les parois du cylindre et le carter. Dans le processus, les conduites d'huile ont été arrachées, ce qui a provoqué l'incendie. L'accumulation de boues dans les manetons, bloquant le débit d'huile, était considérée comme la cause première, ce qui a entraîné l'amélioration des filtres à huile et la mise en place d'un bouchon de maneton, ainsi que des intervalles de vidange d'huile révisés. 